# 1528
Відродження •  Реформація • Доба великих географічних відкриттів • Ганза • Імперія інків

## Геополітична ситуація
Османську державу очолює Сулейман I Пишний (до 1566). Римським королем є Карл V Габсбург (до 1555). У Франції королює Франциск I (до 1547).
Середню частину Апеннінського півострова займає Папська область. Неаполітанське королівство на півдні захопила Іспанія. Могутніми державними утвореннями півночі є Венеційська республіка, Флорентійська республіка, Генуезька республіка та герцогство Міланське.
Іспанським королівством править Карл I (до 1555). В Португалії королює Жуан III Благочестивий (до 1557).
Генріх VIII є королем Англії (до 1547), королем Данії та Норвегії є Фредерік I (до 1533), королем Швеції — Густав I Ваза (до 1560). Королем Угорщини та Богемії є Фердинанд I Габсбург (до 1564). У Польщі королює Сигізмунд I Старий (до 1548), він же залишається князем Великого князівства Литовського.
Галичина входить до складу Польщі. Волинь належить Великому князівству Литовському. Московське князівство очолює Василій III (до 1533).
На заході євразійських степів існують Казанське ханство, Кримське ханство, Астраханське ханство, Ногайська орда. Єгипет захопили турки. Шахом Ірану є сефевід Тахмасп I.
У Китаї править династія Мін. Значними державами Індостану є Імперія Великих Моголів, Біджапурський султанат, Віджаянагара. В Японії триває період Муроматі.
Іспанці захопили Мексику. В Імперії інків править Уаскар (до 1532).

## Події
- Козаки під керівництвом хмільницького старости Представа Лянцкоронського, черкаського Остафія Дашковича, а також старост вінницького князя Костянтина Острозького та брацлавського князя Остафія Ружинського ходили під турецьке місто Очаків. Тричі розбили татар та взяли у здобич 30 тис. худоби і 500 коней.
- 3 липня папа римський Клемент VII спеціальною буллою узаконив створений в 1525 році орден монахів-капуцинів, головною задачею котрого була боротьба з ідеями Реформації.
- Війна Коньякської ліги:
  - Генуезький адмірал Андреа Дорія перекинувся від французів до імперців і звільнив Геную.
- Реформація:
  - Церковні ради в Парижі та Ліоні засудили ідеї Лютера.
  - У Відні страчено анабаптистського богослова Бальтазара Губмаєра
- Придушено селянське повстання в шведській Даларні.
- Альваро Нуньєс Кавеса де Вака першим із європейців ступив на землю сучасного Техасу.
- Панфіло де Нарваес та Альваро Нуньєс Кавеса де Вака почали дослідження Флориди.
- Спроба іспанців заволодіти Юкатаном завершилася невдачею через опір мая.
- У Франції почалося спорудження Палацу Фонтенбло.
- В Англії стався четвертий спалах англійської пітниці. Цього разу хвороба перекинулася на континент.

## Народились
Докладніше: Народилися 1528 року
- Акеті Міцухіде, японський самурайський полководець періоду Сенґоку.

## Померли
Докладніше: Померли 1528 року
- 6 квітня — У Нюрнберзі на 57-у році життя помер німецький художник, рисувальник і гравер Альбрехт Дюрер, творчість котрого відкрила німецькому мистецтву шлях до досягнень італійського Відродження.